# Mouvance identitaire
Ne doit pas être confondu avec politiques d'identité.
La mouvance identitaire est un mouvement politique et une école de pensée de l'extrême droite européenne apparue dans les années 1990 en France. Dérivant de la Nouvelle Droite, les identitaires disent défendre les Européens et leurs identités régionales selon une optique culturelle et/ou ethnique.
Le collectif identitaire le plus nombreux était Génération identitaire. Dissoute par le gouvernement français en 2021, cette ancienne aile jeunesse des Identitaires ambitionne de répandre ses idées à travers l'Europe. On trouve plus secondairement des fédérations régionalistes ainsi que des croyances néopaïennes chez une partie des militants identitaires. Mais ces caractéristiques ne font pas l'unanimité.
Par ailleurs, la catégorie des « identitaires » décrite ici ne doit pas être confondue avec le concept de « politiques d'identité » issu de l'expression anglaise « identity politics. »

## Origines et élaboration idéologiques
D'après Stéphane François, spécialiste de la Nouvelle Droite, on peut tracer une lignée d'idéologues précurseurs qui irait d'anciens membres de la Waffen-SS et de collaborationnistes à des groupes néofascistes ou néonazis fondés dans les années 50. Aux fondements d'un groupe tel qu'Europe-Action on retrouve notamment les noms de Jean Mabire, Marc Augier (dit « Saint-Loup »), Jean Castrillo ou Henry Coston. La défense de la « race aryenne » sera en grande partie remplacée par celle de la « race blanche » avant que des militants des années 60, tels que Dominique Venner ou Alain de Benoist, ne fassent le choix de la catégorie des « européens » (concrètement natifs du continent). S'ensuivra un travail doctrinal de long terme afin de déterminer les origines et l'évolution, biologiques comme culturelles, de ces peuples.
Venner et de Benoist sont deux des principales figures au fondement du Groupement de recherche et d'études pour la civilisation européenne (GRECE). C'est ce collectif, à l'origine du phénomène médiatique de la Nouvelle Droite (1979), qui fournit les bases idéologiques de la future mouvance identitaire. Les théoriciens de référence Guillaume Faye et Pierre Vial en sont issus. A la même époque l'Institut d'Etudes Indo-Européennes de l'Université Lyon-III, dirigé par le linguiste Jean Haudry, fut proche des thèses du GRECE. Ces sources amènent encore aujourd'hui certains identitaires à se déclarer racialistes ou ethno-différencialistes. Un certain anti-impérialisme contre les Etats-Unis a également ses racines intellectuelles au GRECE des années 80. Cependant, il faut souligner que « De fait, la mouvance identitaire naissante passe, entre 1995 et 2003, d’un discours fustigeant « l’impérialisme américain » en tant qu’ennemi principal hérité de l’extrême droite nationale-révolutionnaire des années 1960 à 1980, à un combat contre l’islamisme et l’immigration musulmane ».
Quelques années plus tard, au début des années 90, une première tendance « identitaire » ou « ethnique » émerge au conseil scientifique du Front national, et sa revue Identité, autour de Pierre Vial ou de Jean-Claude Valla. En 1994 Pierre Vial fondera le collectif Terre et Peuple avant d'accompagner Bruno Mégret au Mouvement national républicain (MNR) lors de la scission que connut le Front National en 1998.
Depuis les années 1990 la tendance identitaire s'est caractérisée au sein de l'extrême droite par des formes d'identification spécifiques. Le symbole du Lambda « Λ » stylisé Y est particulièrement courant. Il fait référence à l'armée spartiate et à la bataille des Thermopyles, notamment popularisée dans l'imaginaire populaire par le film 300,.
Le premier collectif identitaire, au sens actuel du terme, fut Unité radicale, fondé en 1998. Unité Radicale est dissoute après la tentative d'assassinat de Jacques Chirac par Maxime Brunerie, un membre du MNR proche du collectif. Depuis, de nouvelles associations seront créées avec le qualificatif « identitaire » plus explicitement affiché.
Actuellement les positionnements identitaires en matière de racisme demeurent pour le moins ambigus et suscitent la vigilance d'associations tels que Conspiracy Watch ou l'Observatoire national de l'extrême droite. La Commission nationale consultative des droits de l'homme, considère quant à elle la mouvance identitaire dans les années 90 et début des années 2000 comme un courant antisémite.

## Situation en France
Stéphane François historien spécialiste des droites radicales, indique en 2017 qu'il est « difficile d’évaluer précisément ce que représente cette mouvance, ses contours sont changeants. Elle est estimée à environ, au maximum, 1 500 à 2 000 personnes, toutes tendances confondues », principalement représenté par le mouvement Les Identitaires. Ses thèmes principaux « le rejet de l’islam, et de l’immigration, présentée comme une forme de colonisation, avec le risque de substitution ethnique, c’est la théorie du "grand remplacement". Autres thèses des identitaires : la "remigration" (le retour forcé de ces populations vers leurs pays d’origine), l’idée que la criminalité est principalement le fait d’immigrés (en), ou la préparation à "la guerre ethnique qui arrive". ». Selon lui, il existe une « porosité » entre le Front national et les groupuscules identitaire, certains responsables identitaires passés ou présent comme Damien Rieu ou Philippe Vardon travaillant avec Marine Le Pen ou Marion Maréchal. Ils sont plus radicaux que le FN mais ce dernier à besoin de leur savoir faire en « buzz médiatique » et activisme numérique. Certains groupements historiques des années 90 sont encore en activité même si leur impact semble être limité. C'est le cas de Terre et Peuple ou de la rédaction du magazine Réfléchir et Agir, fréquemment associés à la mouvance.
Les Jeunesses identitaires et le Bloc identitaire, fondés respectivement en 2002 et 2003, rassembleront environ 500 membres dans une trentaine de départements. Au cours des années 2010 Génération identitaire, un détachement du Bloc, fera l'objet d'une forte attention médiatique (occupation du toit de la Mosquée de Poitiers en 2012). C'est aussi sur internet que la mouvance manifestera ses prises de position auprès du grand public. L'agence de presse Novopress peut être intégrée dans ce courant car elle a été initiée par Les Identitaires. Elle dispose de nombreux relais dans les régions dites « à forte identité ». D'autres associations, aux effectifs généralement moindres, peuvent être de revendications régionalistes spécifiques: Alsace d'abord, Nissa Rebela, la Ligue du Sud ou la Ligue du Midi. Terre et Peuple, crée par Pierre Vial en 1994, associe cependant l'expression d'identités régionales dans un cadre national.
Les idées de ces associations peuvent être promues chez certains libraires "partenaires". La librairie Libre-Diffusion s'inscrit notamment dans la mouvance en accueillant des ex-théoriciens de la Nouvelle droite tels que Guillaume Faye et Pierre Vial, ainsi que des hommes politiques comme Jacques Bompard, pour débattre sur des thématiques identitaires (l'écrivain Henri Vincenot, à titre d'exemple)[réf. nécessaire]. La Nouvelle Librairie, dirigée depuis 2018 par François Bousquet, un proche d'Alain de Benoist, publie des inédits de Dominique Venner ou de Renaud Camus.
La Fondation Polémia, dirigée par Jean-Yves Le Gallou, a eu l'ambition de faire office de think tank. En tant que cadre quelque peu similaire au GRECE, aujourd'hui mis en sommeil, est apparu l’Institut Iliade — "Institut pour la longue mémoire européenne" —, fondé en 2014 à la suite du suicide de Dominique Venner. Ses références le rattachent à la mouvance d'autant plus qu'il veut « œuvrer à la réappropriation de leur identité par les Européens » et «défendre la race blanche». Ses principaux animateurs sont Philippe Conrad (ancien membre du GRECE), Jean-Yves Le Gallou (ancien membre du GRECE, ancien secrétaire général du Club de l’horloge, ancien membre du Front national, ancien membre du Mouvement nationaliste révolutionnaire), l'africaniste Bernard Lugan. L'Institut organise aussi des cycles de formation.
Dix ans après l'affaire Brunerie, se sont illustrés d'abord le collectif Génération identitaire à partir de la rentrée 2012 mais dissous en mars 2021 puis Argos,en parallèle avec le Collectif Némésis qui, à la différence du premier est composé essentiellement de femmes. Ce sont avant tout les coups d'éclat du Bloc Identitaire et de Génération Identitaire qui feront l'objet d'un traitement médiatique récurrent au cours des années 2010. Au terme de cette décennie les profils de Damien Rieu et de Thaïs d'Escufon sont mis en avant en tant que porte-parole, notamment lors de procès concernant l'interpellation d'immigrants aux frontières alpines.

## Présence ailleurs en Europe

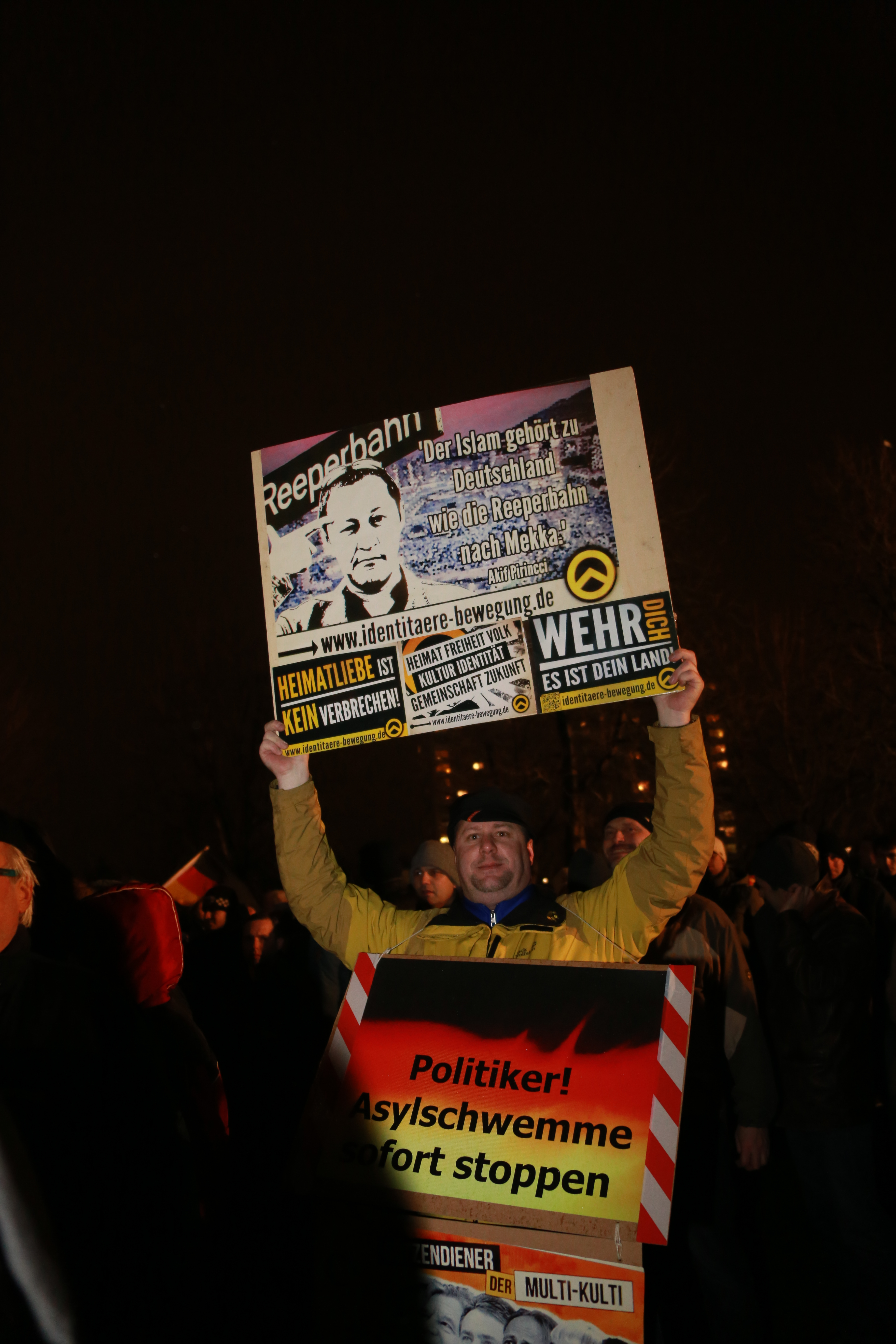
Identitaire allemand à une manifestation de PEGIDA, le 5 janvier 2015.

Aujourd'hui on trouve, ailleurs en Europe, des groupes qui se proclament également « identitaires », tels que l'Identitäre Bewegung en Allemagne, partiellement reliée à PEGIDA, et en Autriche, qui se réclame de la mouvance identitaire, ou Nordiska Förbundet (sv) (Alliance Nordique) en Scandinavie, Causa Identitária au Portugal[réf. nécessaire], l’Union Nationaliste & Identitaire Suisse (UNIS), Génération Identitaires Flandre et Mouvement Nation en Belgique.

### Vidéographie
- Caroline Fourest, Les Enragés de l'identité, documentaire, France 5, 2012, 51 min (lire en ligne)